# Кармалинское сельское поселение
Кармалинское сельское поселение — сельское поселение в Нижнекамском районе Татарстана.
Административный центр — село Кармалы.

## Состав поселения
В состав поселения входят 3 населённых пункта.
- с. Кармалы
- с. Городище
- пос. Свердловец

## Население
| 2010  | 2011  | 2012  | 2013  | 2014  | 2015  | 2016  |
| ----- | ----- | ----- | ----- | ----- | ----- | ----- |
| 1388  | ↘1387 | ↗1394 | ↗1399 | ↘1368 | ↗1385 | ↘1370 |
| 2017  | 2018  |       |       |       |       |       |
| ↗1389 | ↘1350 |       |       |       |       |       |

## География
Расположено на крайнем западе района, значительная часть находится в левобережье Шешмы. Граничит с Елантовским и Старошешминским сельскими поселениями, Новошешминским и Чистопольским районами.
По территории поселения проходит автодорога Старошешминск — Свердловец — Кармалы — Елантово. Имеется пристань в посёлке Свердловец.

## Границы поселения
Граница Кармалинского сельского поселения по смежеству с Чистопольским муниципальным районом проходит от узловой точки 10(82), расположенной в 9,6 км на юго-запад от села Городище на стыке границ Кармалинского сельского поселения, Новошешминского и Чистопольского муниципальных районов, по границе Нижнекамского муниципального района до узловой точки 8, расположенной в 2,2 км на северо-восток от поселка Свердловец на стыке границ Кармалинского, Старошешминского сельских поселений и Чистопольского муниципального района.

Граница Кармалинского сельского поселения по смежеству со Старошешминским сельским поселением проходит от узловой точки 8 вверх по течению реки Шешмы 3,5 км, далее идет на юго-восток 50 м по данной реке до береговой линии, 550 м по сельскохозяйственным угодьям, 730 м по болоту, 690 м по сельскохозяйственным угодьям до узловой точки 9, расположенной в 2,9 км на юго-восток от поселка Свердловец на стыке границ Елантовского, Кармалинского и Старошешминского сельских поселений. 
Граница Кармалинского сельского поселения по смежеству с Елантовским сельским поселением проходит от узловой точки 11, расположенной в 6,5 км на юго-запад от села Городище на стыке границ Елантовского, Кармалинского сельских поселений и Новошешминского муниципального района, в северо-восточном направлении 4,9 км по сельскохозяйственным угодьям до ручья, далее идет 3,6 км по данному ручью до реки Шешмы, затем проходит 8,2 км вниз по течению данной реки, далее идет по сельскохозяйственным угодьям 30 м на северо-восток, 160 м на север, 200 м на северо-восток, далее идет в том же направлении 1,5 км по северо-западной границе лесных кварталов 69, 67 Кушниковского участкового лесничества Государственного бюджетного учреждения Республики Татарстан «Заинское лесничество» до узловой точки 9. 
Граница Кармалинского сельского поселения по смежеству с Новошешминским муниципальным районом проходит от узловой точки 11 по границе Нижнекамского муниципального района до узловой точки 10(82).